# Gur'evskij rajon (Oblast' di Kemerovo)
Il Gur'evskij rajon (in russo Гурьевский район?) è un rajon dell'Oblast' di Kemerovo, nella Russia europea; il capoluogo è Gur'evsk. Istituito nel 1935, ricopre una superficie di 2.390 chilometri quadrati e consta di una popolazione di circa 11.000 abitanti.

## Centri abitati
- Circondario rurale di Gur'evsk
  - Gur'evsk
- Circondario rurale di Salair
  - Gavrilovka
  - Salair
  - Salairskij Dom Otdycha
- Circondario rurale di Gorskino
  - Gorskino
- Circondario rurale di Malaja Salairka
  - Malaja Salairka
- Circondario rurale di Novopesterëvo
  - Degtjarëvka
  - Mostovaja
  - Novopesterëvo
  - Pečërkino
- Circondario rurale di Razdol'nyj
  - Lesnoj
  - Razdol'nyj
  - Raz"ezd 20 km
  - Šanda
- Circondario rurale di Sosnovka
  - Čuvaš-Paj
  - Kamenuška
  - Kočkurovka
  - Pontrjažka
  - Sosnovka
  - Zarečnyj
- Circondario rurale di Ur-Bedari
  - Kulebakino
  - Saratovka
  - Ur-Bedari
  - Ust'-Kanda
- Circondario rurale di Ursk
  - Aprel'ka
  - Dimitrievka
  - Maslicha
  - Podkopënnaja
  - Tajginskij Lespromchoz
  - Ursk
  - Zarja